# Abtei Seckau

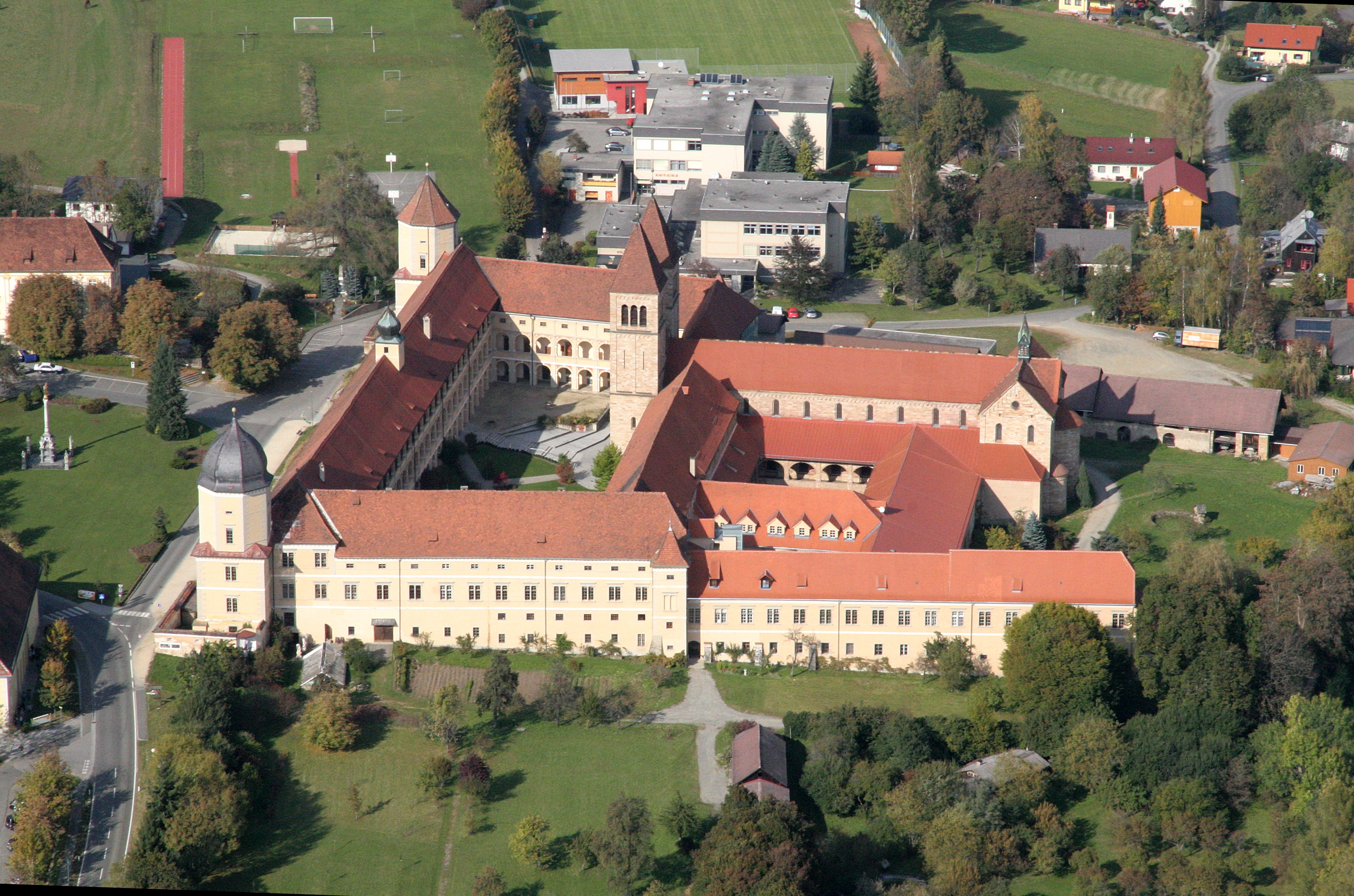
Luftbild der Benediktinerabtei Seckau, Blick etwa aus SSO, Haupteingang im Westen, Kirche geostet

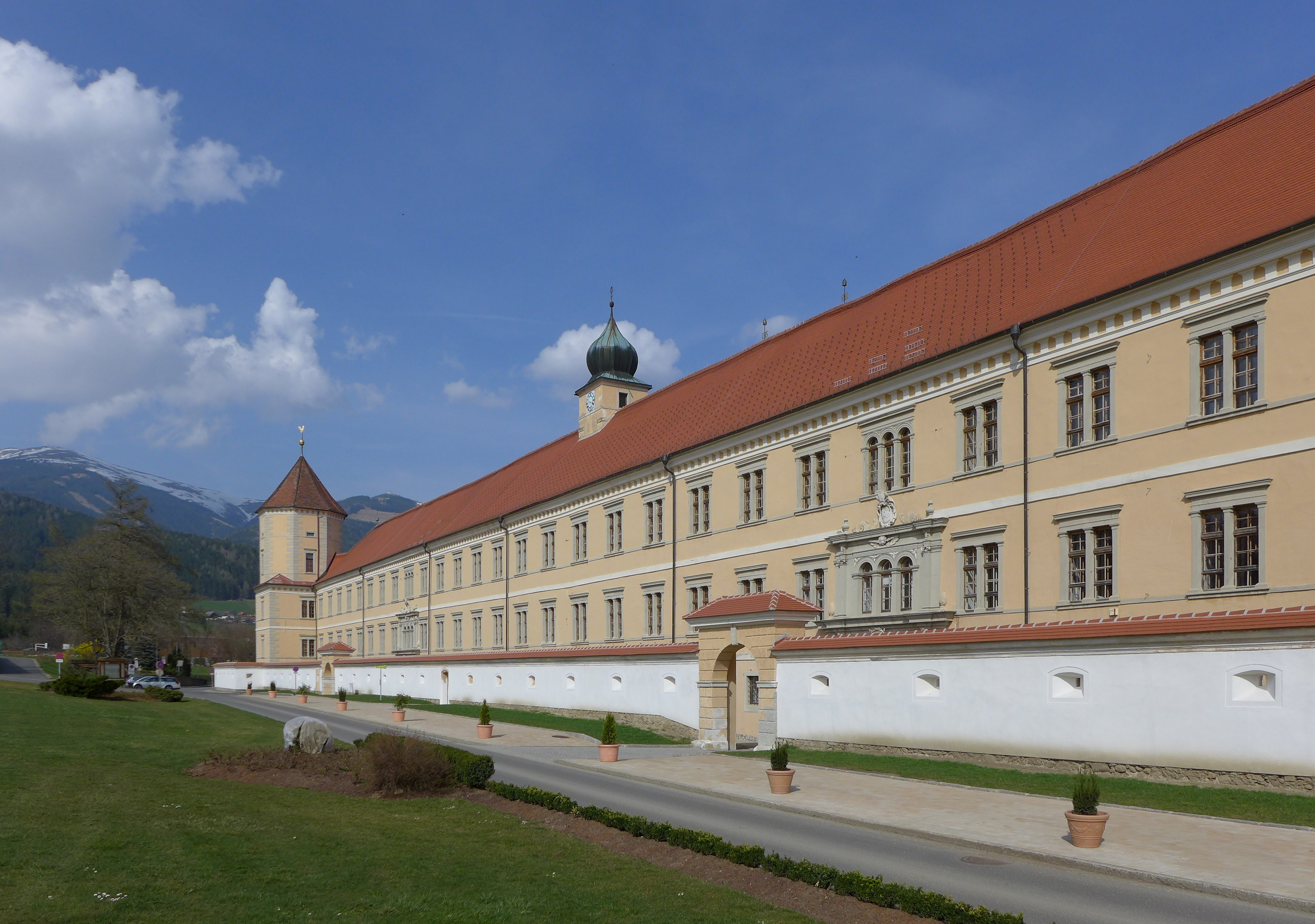
Außenansicht der Abtei Seckau

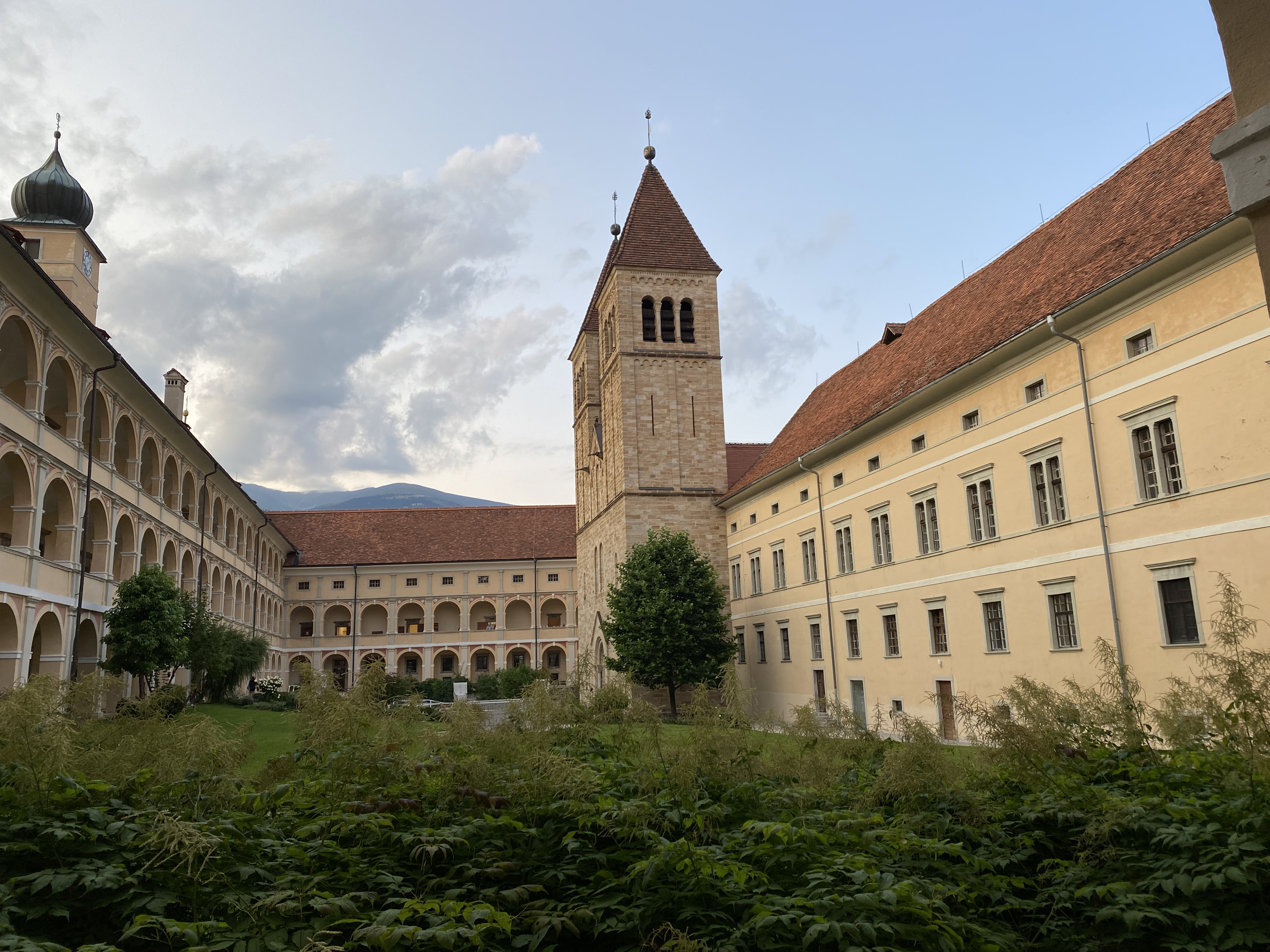
Äußerer Klosterhof und Türme der Basilika

Die Abtei Seckau (Abtei Unserer Lieben Frau; lat.  Abbatia B.M.V. Secoviensis) ist ein Kloster der Benediktiner in Seckau in der Steiermark, Österreich. Sie ist Mitglied der Beuroner Kongregation und war bis 1782 Bischofssitz der Diözese Seckau.
Adalram von Waldeck stiftete 1140 in St. Marein bei Knittelfeld ein Kloster für Augustiner-Chorherren. Schon 1142 wurde die Gründung mit Gutheißung des Erzbischofs Konrad I. von Salzburg auf die Hochebene von Seckau verlegt. Am 16. September 1164 weihte Bischof Hartmann von Brixen die ab 1143 erbaute romanische Kirche. Auf Veranlassung von Papst Honorius III. und Erzbischof Eberhard II. von Salzburg wurde 1218 die Salzburger Suffragandiözese Seckau eingerichtet. Die Stiftskirche wurde nun auch Kathedralkirche (bis heute wird sie deshalb als Dom im Gebirge bezeichnet). Bis 1491 bestand in Seckau ebenso ein Chorfrauenkloster. 1782 wurde das Chorherrenstift durch Kaiser Joseph II. aufgehoben und der Sitz der Diözese nach Graz verlegt. Die Kunstschätze und Bücher wurden verschleppt, mehr als ein Drittel der Stiftsanlage wurde abgerissen oder verfiel. 1883 besiedelten Beuroner Benediktiner das Klostergebäude und bewahrten es vor dem gänzlichen Ruin. 1940 wurde die Abtei durch die Nationalsozialisten aufgehoben, die Mönche wurden aus der Steiermark ausgewiesen. Nach der Rückkehr des Konventes 1945 erlebte die Abtei neuerlich eine Phase des Wiederaufbaus.
Die Westfront der Klosteranlage erstreckt sich über 143 Meter zwischen zwei achteckigen Türmen und zwei Toren. Der mächtige Bau wurde ab 1625 errichtet. Südlich der Basilika schließt sich der um 1588 erbaute Renaissance-Kreuzgang an. Der Ostflügel und ein Großteil des Nordflügels fielen der Aufhebung nach 1782 zum Opfer, ebenfalls die gotische Ulrich-Liechtenstein-Kapelle.
Der Grundriss der aus Seckauer Sandstein erbauten, 1930 zur Basilika minor erhobenen Kirche zeigt einen langgestreckten, dreischiffigen Innenraum mit drei Apsiden im Osten. Die ursprünglich flache Holzdecke wurde zwischen 1480 und 1500 durch ein spätgotisches Netzrippengewölbe ersetzt. Nach dem Einsturz des aus der Zeit des Barock stammenden Nordturmes (1886) wurden die Westtürme in neuromanischer Art wieder aufgebaut. 1964 wurde der Altarraum der Basilika durch Clemens Holzmeister neu gestaltet. Die romanische Kreuzigungsgruppe aus Holz schwebt in einer aus Eichenbalken mit Eisenketten kombinierten Aufhängung über dem Hochaltar. Das im linken, vorderen Seitenschiff befindliche Habsburger-Mausoleum zählt zu den frühbarocken Hauptwerken des Grazer Hofes. Die Gnadenkapelle birgt das Seckauer Gnadenbild, das älteste Gnadenbild Österreichs: nach der Legende habe der Gründer Adalram dieses Relief aus jadeartigem Stein in einem Baum gefunden und an dieser Stelle die Kirche erbaut. Vermutlich ist das Alabasterrelief in einer venetianischen Werkstatt um 1200 nach dem byzantinischen Vorbild der Nikopoia geschaffen worden. Ein beliebtes Ziel für Freunde moderner Kunst ist die Engelkapelle, in der Herbert Boeckl 1952–1960 in seiner Seckauer Apokalypse Themen aus der Offenbarung des Johannes in Freskotechnik darstellte.
Heute gehören 12 Benediktinermönche der Abtei an (Stand Jänner 2022). Im Jahr 2010 wurde Pater Johannes Fragner OSB für drei Jahre zum Prior-Administrator gewählt und 2013 sowie 2016 in dieser Funktion bestätigt. Am 10. März 2020 wurde er unter dem Vorsitz von Abtpräses Albert Schmidt zum 8. Abt gewählt und am 11. Juli 2020 durch Bischof Wilhelm Krautwaschl zum Abt geweiht.

## Geschichte

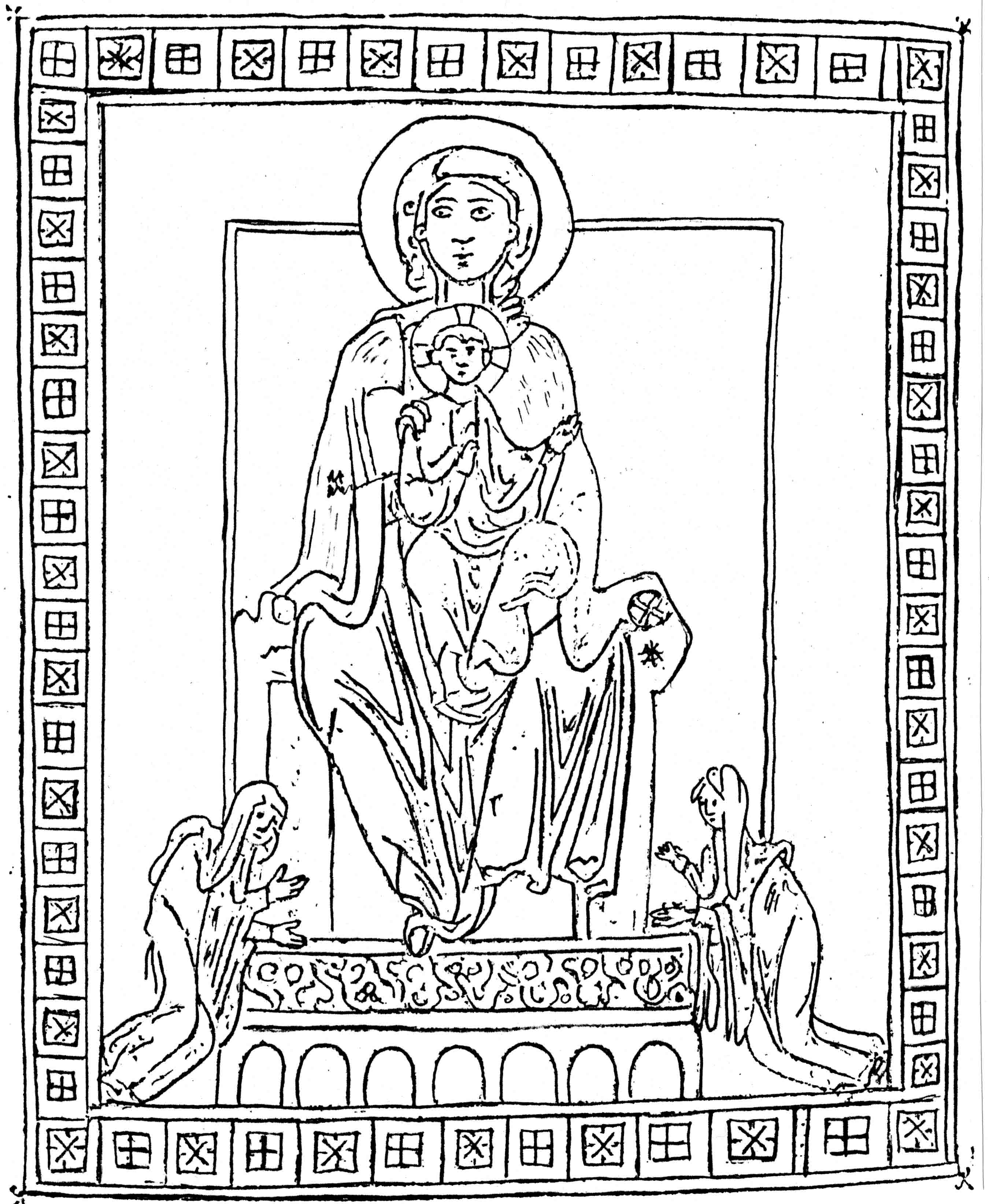
Widmungsblatt Seckau

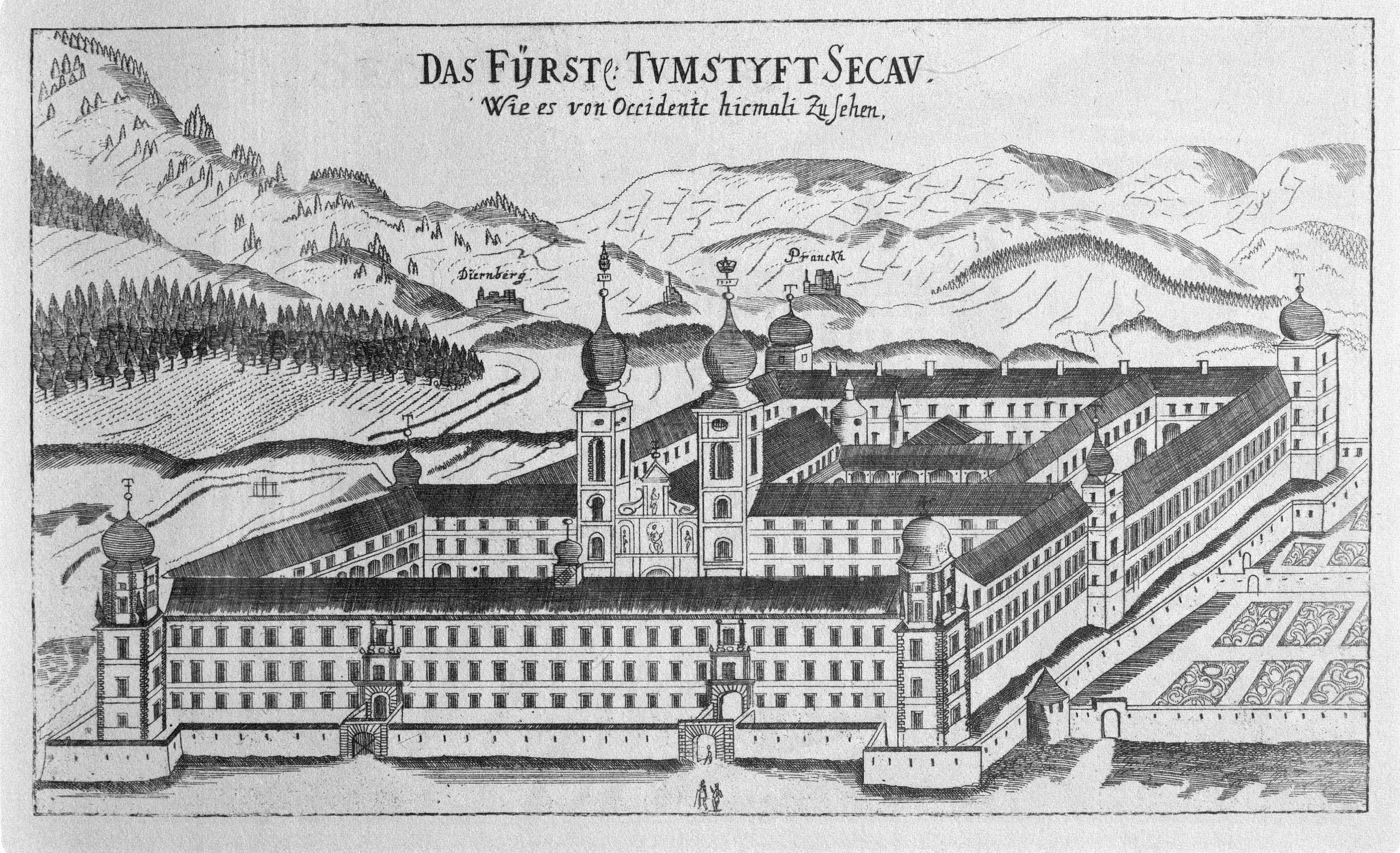
Westansicht des Stiftes Seckau, aus: Vischer - Topographia Ducatus Stiriae, 1681

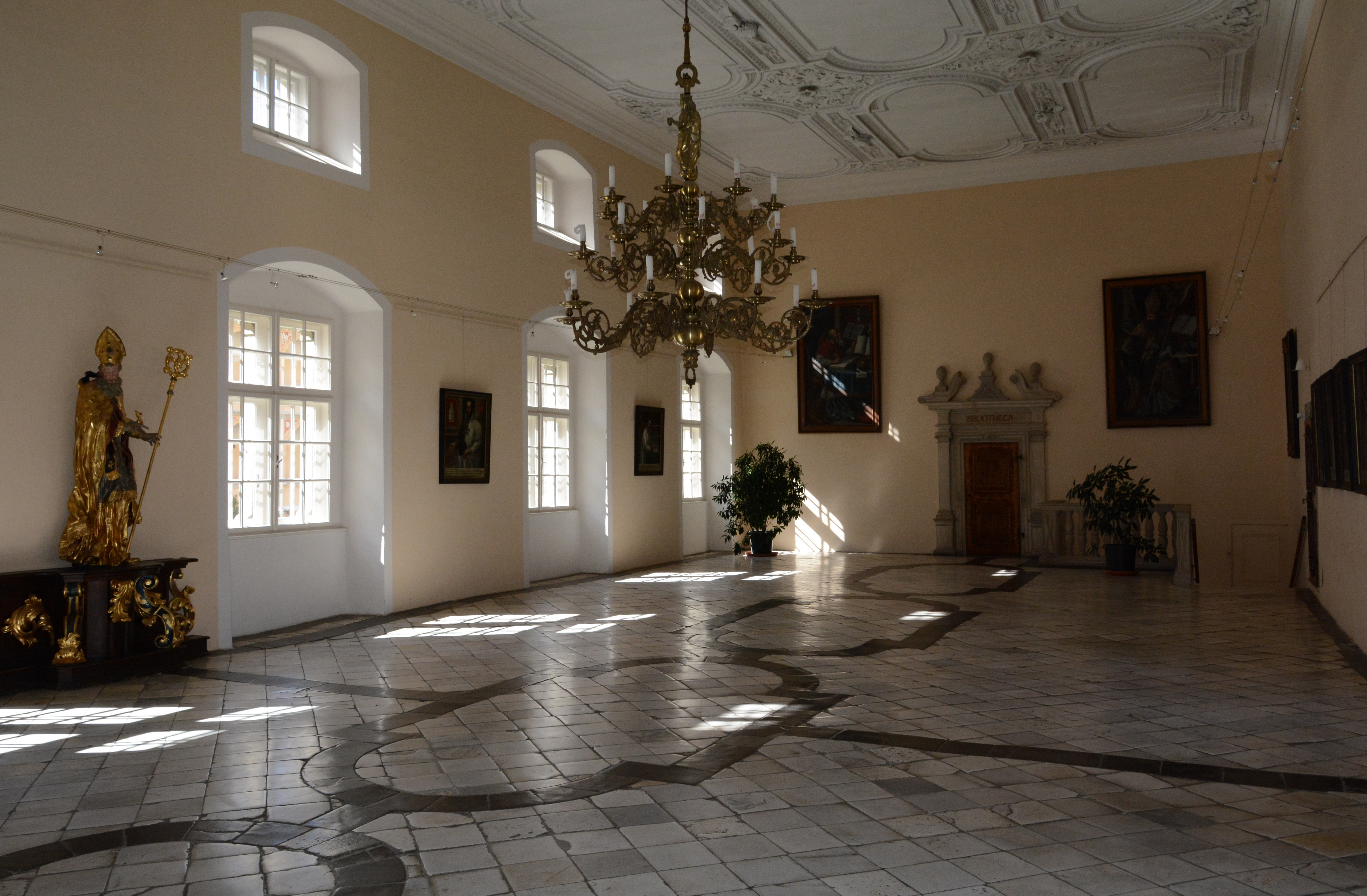
Huldigungssaal

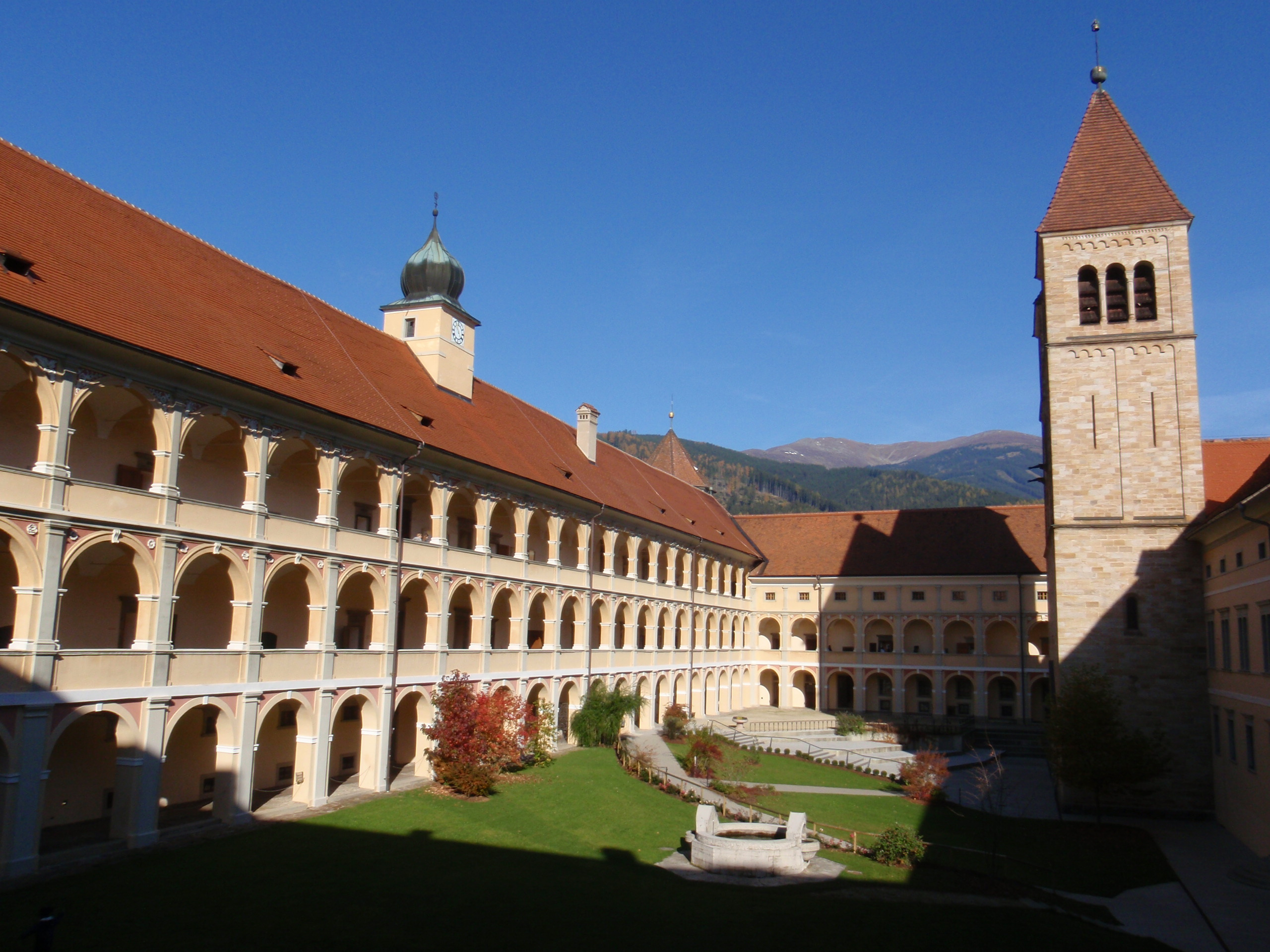
Äußerer Klosterhof der Benediktinerabtei Seckau

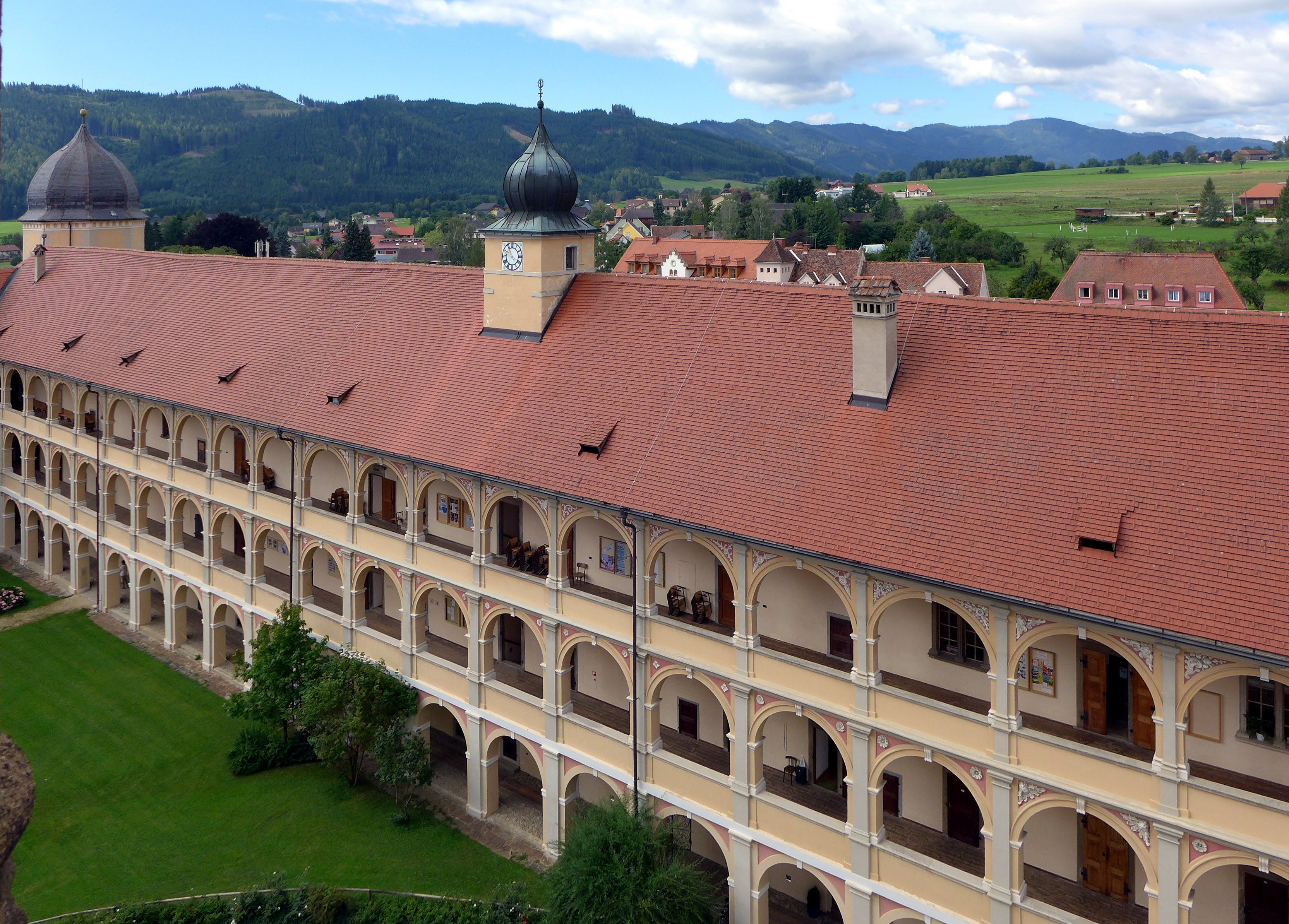
Blick von den Türmen der Basilika auf den Südturm und den Westtrakt des Klosters

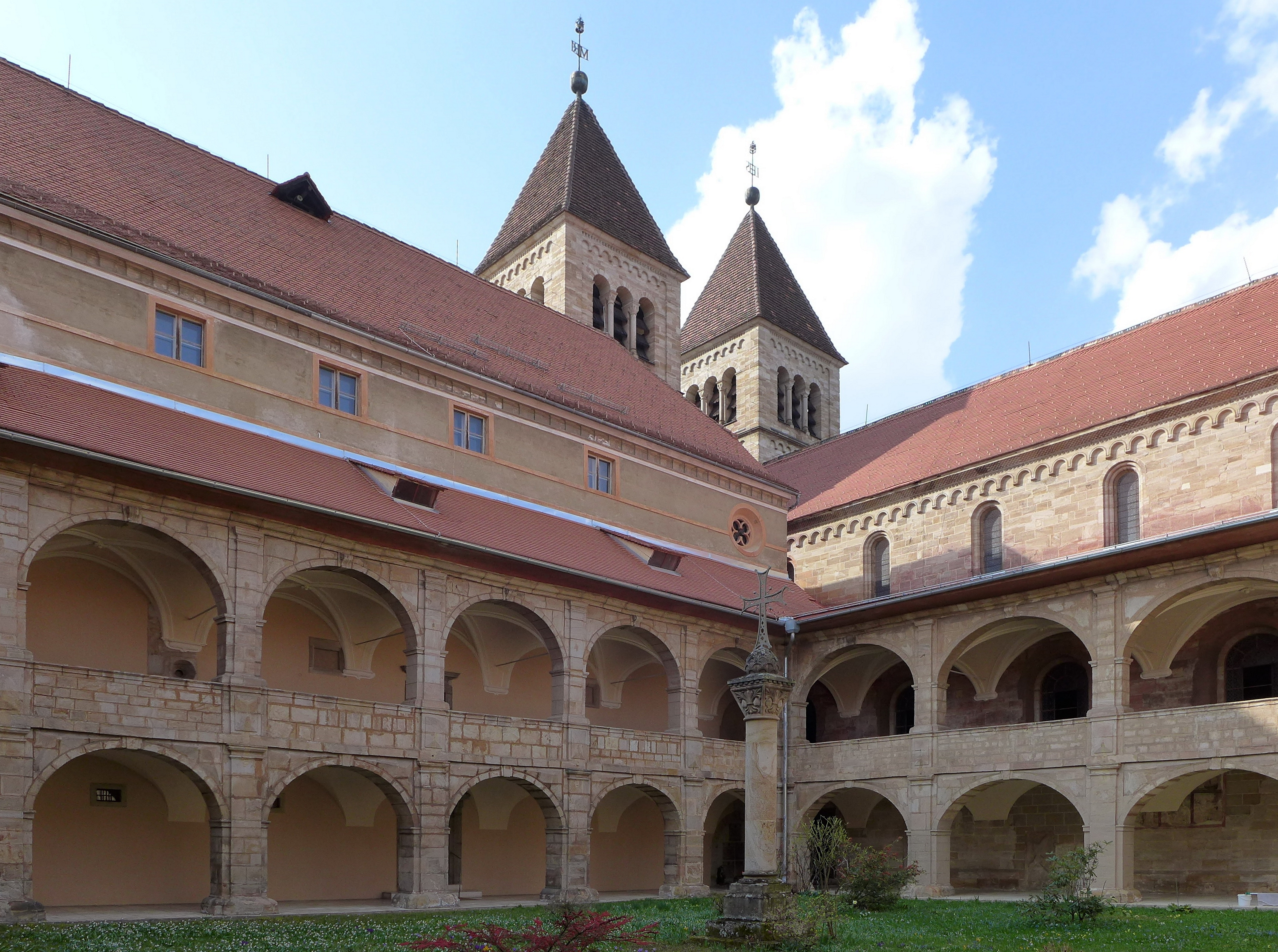
Innerer Klosterhof: Kreuzgang

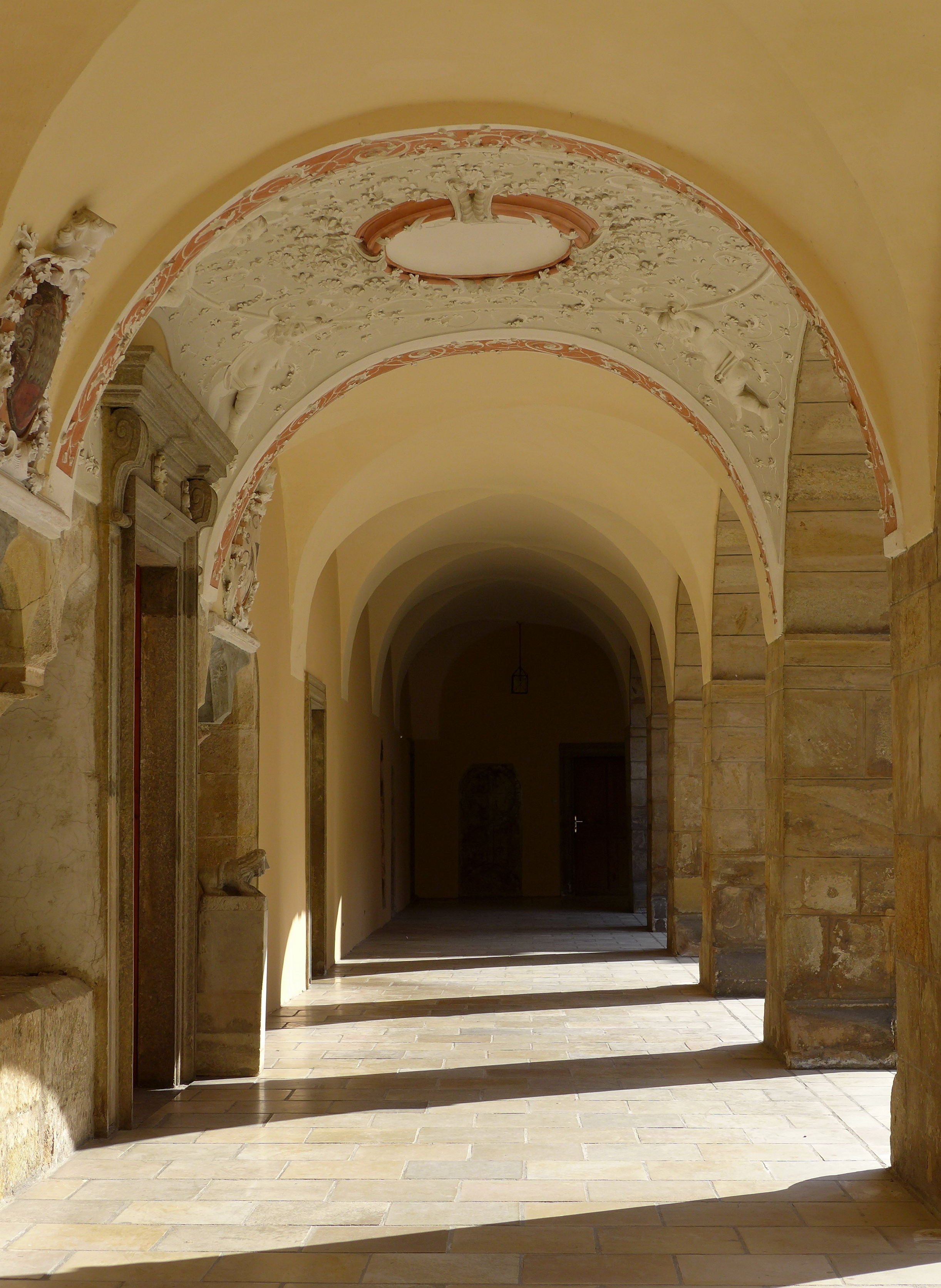
Kreuzgang im inneren Klosterhof

### Mittelalter und Frühe Neuzeit
Das Kloster wurde 1140 als Augustiner-Chorherren-Stift von Adalram von Waldegg in St. Marein gegründet und 1142 nach Seckau verlegt.
Die Gründung des Stifts und die Übertragung nach Seckau wurde von Papst Innozenz II. auf Ansuchen des Erzbischofs Konrad I. von Salzburg am 12. März 1143 bestätigt. Die Abteikirche, eine romanische Basilika, wurde 1143 bis 1164 erbaut und am 16. September 1164 eingeweiht.
Nach damaliger Gewohnheit der Chorherren dürften diese ein Doppelkloster gegründet haben. Die Chorfrauen dürften spätestens 1150 aus Salzburg gekommen sein (nach einer urkundlichen Erwähnung in einer Schenkungsurkunde des Edlen Burchard von Mureck 1150). Als Stifterin wird Adalrams Frau Richinza von Perg genannt. Das Damenstift war an das Chorherren-Kloster angebaut, wurde jedoch Ende des 15. Jahrhunderts aufgegeben, als die letzten beiden Nonnen verstorben waren. Die Gebäude wurden anschließend vom Stift übernommen und gingen weitgehend verloren. Einzig die heutige Bischofskapelle, der Gebetsort der Chorfrauen, besteht heute noch. Die Gründerfamilie, Adalram von Waldeck und Richinza von Perg, traten kurz vor 1152 in das Doppelkloster zu Seckau ein. Von Adalram von Waldeck ist das Eintrittsdatum als Konverse in das Chorherrenstift mit 25. Februar 1147 bekannt. Die letzte urkundliche Erwähnung findet der lebende Adalram von Waldeck am 29. November 1182 in der Traungauer Urkunde Herzog Otakars IV.
1218 wurde nach Veranlassung von Papst Honorius III. und Erzbischof Eberhard II. von Salzburg in Seckau ein Bischofssitz (Suffragandiözese) eingerichtet, dessen Bistum jedoch nur eine geringe Ausdehnung hatte. Es wurde die Vorhalle der Kirche vergrößert, um als Gerichtsort verwendet zu werden. Um 1270 wurde ein Urbar, ein Güterverzeichnis, angelegt. Dieses zählt zu den ältesten seiner Art in Österreich und dient als Quelle für die mittelalterliche Wirtschaftsgeschichte. 1279 erfolgte die Einweihung der Ulrich-Liechtenstein-Kapelle durch Bischof Wernhard von Marsbach. Das frühgotische Bauwerk wurde jedoch 1840 wegen Baufälligkeit abgebrochen. Nach Pest (1466), Heuschreckenplage (1478) und Türkeneinfällen bis Sankt Marein bei Knittelfeld (1480) weihte Bischof Matthias Scheit 1489 den Mariä-Krönungsaltar. Knapp einhundert Jahre später ließ Erzherzog Karl II. von Innerösterreich das Mausoleum errichten, das prächtigste Renaissancedenkmal diesseits der Alpen, eine Manifestation des konfessionellen Absolutismus im Stile des Manierismus, das Hauptwerk von Sebastian Carlone. Die Bauzeit währte von 1587 bis 1611/12. Unter Propst Wolfgang Schweiger (1587–1589) erfolgten der Umbau des Mitteltraktes des Klosterhauptgebäudes und der Bau des imposanten Spätrenaissance-Kreuzganges von Bernhard de Silvo.
Unter Propst Anton von Potiis entstanden zwischen 1625 und 1628 der mächtige Westflügel des Klosters mit 29 Fensterachsen sowie die anschließenden, bis zum Mitteltrakt reichenden Seitenflügel, einst die Prälatur des Stiftes. Dieses den ersten Stiftshof umschließende Gebäude im Spätrenaissancestil zeigt eine dreifache, 110 Meter lange Reihe von Arkaden, deren Pfeilern schmale Pilaster vorgesetzt sind. Die äußere Fassade ist einfach gehalten und wird nur durch die beiden in weißem Muschelkalk gearbeiteten Portale (südliches mit Wappen des Propstes und Jahreszahl 1625, nördliches mit Wappen und Jahreszahl 1628) unterbrochen. Somit erhielt das Domstift jenes Gepräge, das heute noch den Besucher erfreut: einen wehrhaften Charakter eines kleinen „Escorial“ mit ursprünglich vier Ecktürmen, von denen nur noch zwei – Nord- und Südturm – erhalten sind, und die Schutzwehrmauer mit den Schießscharten. Im Inneren des Bauwerkes befinden sich im 2. Obergeschoß zwei Saalbauten: der sogenannte Kaisersaal (1640) und der Radmeistersaal, mit originalen Stuckdecken anlässlich des Besuches Kaiser Leopolds I. 1660 neu ausgestattet.
Die angrenzenden Flügelbauten wurden bereits davor durch Bernhard de Silvo und Thomas Solari umgebaut, der Huldigungssaal im Mitteltrakt (Verbindung zwischen Kirche und Südflügel) hat eine prächtige Stuckdecke.
Der wie Sebastian Carlone aus dem Künstlergeschlecht der Carlone stammende Leobener Baumeister Peter Franz Carlone stand von 1658 bis 1682 in den Diensten des Dompropstes Maximilian Ernst von Gleispach. Carlone führte ab 1658 in Seckau folgende Baumaßnahmen durch: Umbau der östlichen Hälfte des Süd- und des Ostflügels des Klosters zu einem zweigeschoßigen Bau, Umbau des Westflügels des Kreuzganges durch Aufstockung zwischen Kirche und Huldigungssaal und Bau der neuen Hoftaverne („Hofwirt“), weiters ab 1671 Neugestaltung der Westfassade des Klosters und der Türme der Basilika. Die von Dompropst Maximilian beabsichtigte vollständige Barockisierung der romanischen Basilika unterblieb wegen der durch die ständige Türkengefahr beschränkten Geldmittel.
Während des Besuches Kaiser Leopolds I. vom 21. bis 23. August 1660 erhielt der Ort das Marktrecht.

### 19. Jahrhundert – Verfall und Aufbau
Kaiser Joseph II. löste 1782 das Kloster, das 642 Jahre als geistiges und religiöses Zentrum der Steiermark gedient hatte, auf. Der Bischofssitz wurde nach Graz verlegt. Anschließend verfielen die Gebäudeteile; der letzte Seckauer Domherr starb im Jahr 1835. Aufgrund des Mausoleums und der darin bestatteten Habsburger wurde das Stift jedoch nicht geschleift. Neuer Eigentümer war zunächst der Staat, ab 1823 erwarb die Vordernberger Radmeister-Kommunität das Klosteranwesen. Diese war vor allem am Waldbesitz des Klosters interessiert. Viele Kunstgüter gingen in dieser Zeit verloren, einzig die Handschriften aus romanischer und gotischer Zeit gelangten über Wien nach Graz: die Handschriften der Stiftsbibliothek wie die
Seckauer Margaretenlegende oder die Seckauer Monatsregeln kamen in den Besitz der Universitätsbibliothek Graz und des Steiermärkischen Landesarchives. Während der Aufhebungszeit  schritt der Verfall der gesamten Anlage schnell voran. Leopold von Pebal, Verwalter des Stiftes, ließ den Schmuck von den Grabstätten der Bischöfe und aus dem Habsburger-Mausoleum entfernen und die Zinnsärge der Bestatteten einschmelzen. Das ehemalige Kloster verkam zur Ruine. Vom Verfall ausgenommen waren der Nordflügel, der Wohntrakt der Pfarrgeistlichkeit war, und der Westtrakt, in dem unter anderem die Post und eine Schule untergebracht waren. Innerhalb von vier Jahrzehnten verwitterte der gesamte Ostflügel, der teilweise abgedeckt wurde, um der Dachflächensteuer zu entgehen, und die Ulrich-Liechtenstein-Kapelle (1277), eines der ältesten gotischen Bauwerke Österreichs.
1883 besiedelten Benediktiner der Erzabtei Beuron, die wegen des Kulturkampfs unter Reichskanzler Bismarck Deutschland hatten verlassen müssen, das Kloster vom Prager Emaus-Kloster aus. Die Mönche suchten einen weiteren Zufluchtsort für ihre große Gemeinschaft und fanden diese auf Wunsch des Fürstbischofs Johannes Zwerger im ehemaligen Domstift zu Seckau. Die Übernahme der Liegenschaft von der Vordernberger Radmeister-Kommunität kostete die Beuroner Kongregation 70.000 Gulden.
Die Wiedereröffnung von „Neu-Seckau“ fand am Tag Mariä Geburt 1883 im Beisein von Bischof Zwerger und des Gründerabtes der Beuroner Kongregation, Maurus Wolter, statt. 100 Jahre nach der Auflösung und des Verfalls lebten wieder Mönche innerhalb der Klostermauern. Der Aufbau gestaltete sich schwierig: am 26. Mai 1886 stürzte der marode Nordturm der Basilika ein, wegen der bestehenden Gefahr wurde der Südturm abgetragen. Von 1891 bis 1894 errichtete man die Westtürme im Stil der Neuromanik, die Basilika wurde um ein Querschiff (Transept) erweitert, ein neuer Hochaltar und die Seitenaltäre in den rekonstruierten Apsiden entstanden, der Mönchschor mit seinem beeindruckenden Chorgestühl wurde in den ehemaligen Altarbereich integriert, die Innenausstattung der Bischofskapelle erneuert und die Gnadenkapelle errichtet. Während des Aufbaus erhob Papst Leo XIII. das Stift zur Abtei, deren erster Abt Pater Ildefons Schober (1849–1918) wurde. Die Aufbauarbeiten an der Basilika waren 1899 abgeschlossen.
Treibende Kraft des Wiederaufbaus des Stiftes war zweifelsohne sein erster Abt, Ildefons Schober. Der Geistliche eröffnete eine Brüder- und Oblatenschule, die 1926 zu einem Abteigymnasium umgewandelt wurde. 1931 erhielt das Gymnasium das Öffentlichkeitsrecht. Schober amtierte von 1887 bis 1908 in Seckau.

### 20. Jahrhundert – Enteignung und Restitution

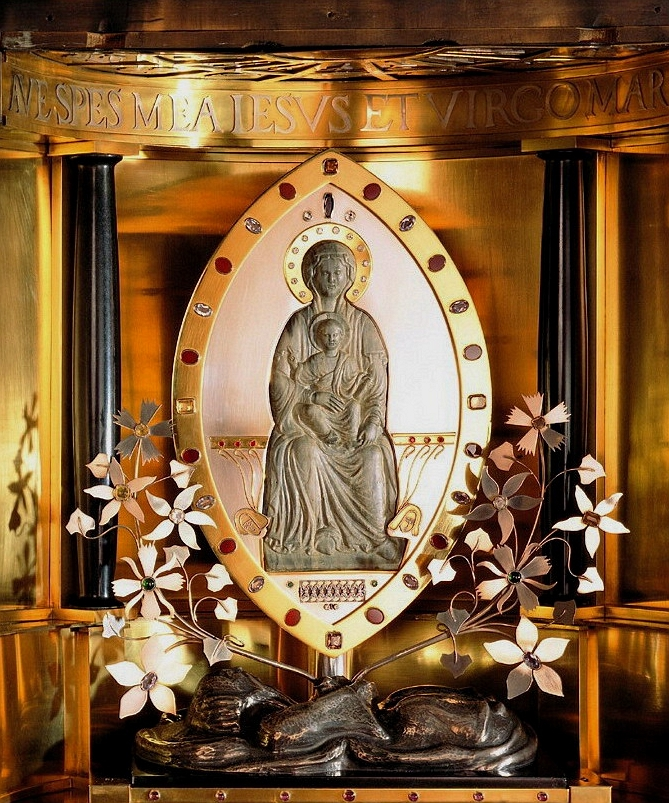
Neufassung des ältesten Gnadenbildes Österreichs (um 1200)

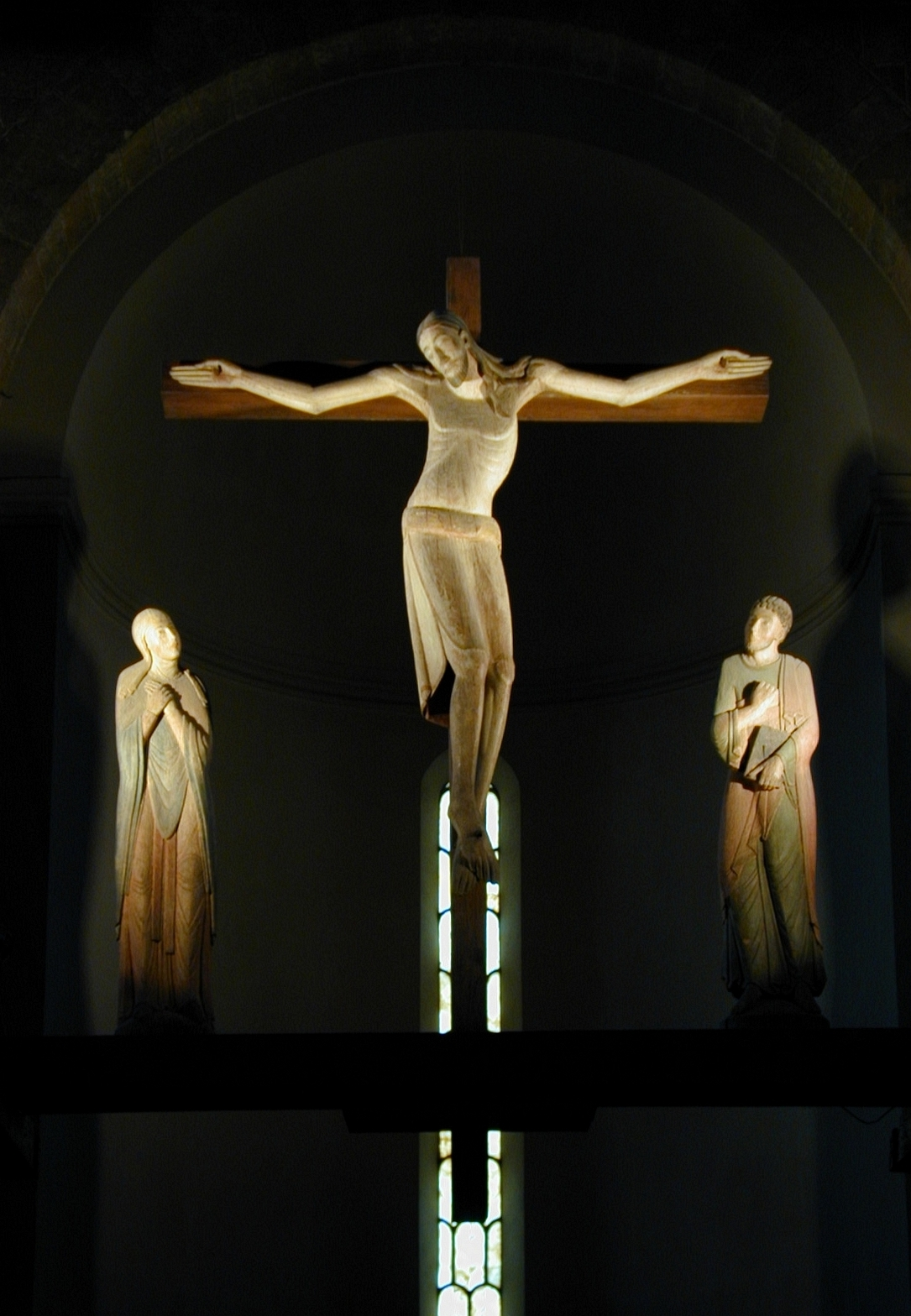
Romanische Kreuzigungsgruppe im neugestalteten Hochaltarbereich der Basilika

Anfang April 1940 wurde die Kongregation von der Gestapo als staatsfeindlich erklärt. Das Kloster wurde beschlagnahmt und beherbergte fortan eine Nationalpolitische Erziehungsanstalt. Von den 86 Mönchen wurden 24 Patres und Laienbrüder zum Kriegsdienst eingezogen, den zwei von ihnen nicht überlebten. Vier von ihnen gelten als vermisst. Ältere Benediktinerbrüder fanden Aufnahme in Klöstern der Beuroner Kongregation, manchen von ihnen widerfuhren weitere Auflassungen ihrer Konvente. Der Rest lebte zerstreut außerhalb der Steiermark und übte Seelsorgedienste aus, zwanzig Mönche starben in der Verbannung.
Kurz nach Kriegsende, am 8. September 1945, durften sie nach Seckau zurück und die Abtei wiedereröffnen. Die vollständige Vermögensrestitution durch die Landesfinanzdirektion Graz erfolgte erst im Juni 1947. Der Schaden an menschlichen und sachlichen Werten war groß. Kunstobjekte waren entwendet worden, Grund und Bausubstanz erfuhren durch mangelnde Pflege eine Wertminderung.
Nach der Verwahrlosung im 19. Jahrhundert begann erneut eine Phase des Aufbaus. 1945 richtete man das Abteigymnasium ein, vorerst mit zwei Klassen. Der widrigen Wirtschaftslage zum Trotz hielt man den Schul- und Internatsbetrieb nicht nur aufrecht, sondern es gelang, ihn auszuweiten, bis 1950 die erste Reifeprüfung stattfinden konnte. Im selben Jahr wurden größere Restaurierungsarbeiten in der Basilika durchgeführt, Kunstschätze erstrahlten in neuem Glanz. Das älteste Gnadenbild Österreichs aus dem 12. Jahrhundert erhielt eine neue Fassung. Es zählt zum Typus einer Nikopoia. Provisorische Altäre ersetzte man durch neue aus Stein, Glocken und Läutwerk wurden modernisiert.
1951 folgten Restaurierungen im Huldigungssaal, am Südflügel, im Arkadenhof und an anderen Stellen. Von 1952 bis 1960 gestaltete der Künstler Herbert Boeckl das Fresko der „Seckauer Apokalypse“ in der Engelkapelle. 1955/56 wurde das Gasthaus und Hotel „Hofwirt“, ein barocker Bau und ehemaliger Sitz der Stiftsanwälte, renoviert und vergrößert.
1964, im Jahr des 800-jährigen Weihejubiläums, begann Clemens Holzmeister die Umbauarbeiten in der Basilika. Die Kirchenvorhalle wurde weitgehend ausgeräumt, der Hochaltarbereich im Sinne des 2. Vatikanums neu gestaltet. Ein Volksaltar und ein Ambo entstanden, die romanische Kreuzigungsgruppe wurde über den Altar gehängt und ein Steinfenster in die Mittelapsis eingebaut.  (Am 5. September 1964 erfolgte die Weihe.)
Am Beginn der 80er-Jahre begannen weitere Umstrukturierungen und Umbauten im Kloster. Ab 1983 wurde der gesamte teilweise noch immer recht desolate Schultrakt restauriert und umgebaut. Mädchen wurden erstmals in der Schule aufgenommen, das Gymnasium wurde zu einem 8-stufigen Vollgymnasium ausgebaut. Aus der reinen Internatsschule entwickelte sich eine Tagesheimschule, als zusätzliches Bildungsangebot wird bis heute eine Handwerksausbildung angeboten. Bis 1999 schuf Volker Giencke einen modernen Schulumbau, ein lichtdurchfluteter Malsaal entstand im Dachboden der Schule, ein neuer Turnsaal wurde in den Nordtraktruinen integriert. Die Dächer wurden erneuert und die „Prunksäle“ der Klosteranlage restauriert. Zudem gestaltete 1991 Heribert Nothnagel im südlichen Wehrturm die „Studentenkapelle“.
1999 gestaltete Volker Giencke den Innenhof der Anlage um. Die von den Benediktinern eingezogene Trennwand zwischen Kircheingang und Klosterhof wurde entfernt, eine weitläufige Treppenanlage führt in die Kirche.

### Seckau heute
Im Jahr 2000 wurde Pater Johannes Gartner zum Abt von Seckau gewählt. Während seiner Amtszeit wurde das Internat endgültig aufgelassen, der Schwerpunkt auf die Tagesheimschule gelegt. Küche und Speisesäle wurden umgestaltet. Die Gnadenkapelle bekam 2005 durch Adolf Bachler ihre heutige Ausstattung. Dabei gestaltete dieser Glasfenster, Altar, Ambo, Altarbild und Osterkerzenständer. 2010 trat Abt Johannes Gartner von seinem Amt zurück und kehrte in sein Heimatkloster Seitenstetten zurück.
Obwohl die Mönchsgemeinschaft klein geworden ist, aktuell gehören ihr 11 Mönche mit Profess und zwei Novizen an, sind Gebet, Gottesdienst und die Betreuung von Gästen wichtiger Teil ihrer klösterlichen Tätigkeiten.
Im Kloster befinden sich eine Tischlerei, eine Destillerie und ein kleiner Shop. In der Tischlerei kam es am 24. März 2022 durch Selbstentzündung von mit Holzöl getränkten Tüchern zu einem Brand mit Sachschaden.

### Abteigymnasium
Im Kloster befindet sich ein Realgymnasium, in dem Allgemeinbildung und humanistisch-christliche Grundhaltungen vermittelt werden.
Derzeit besuchen nahezu 300 Kinder und Jugendliche das Abteigymnasium. Bekannte Absolventen sind beispielsweise der österreichische Schauspieler Friedrich von Thun und Alois Stadlober, ehemaliger Hochleistungssportler im Skilanglauf-Weltcup.

## Basilika Mariä Himmelfahrt

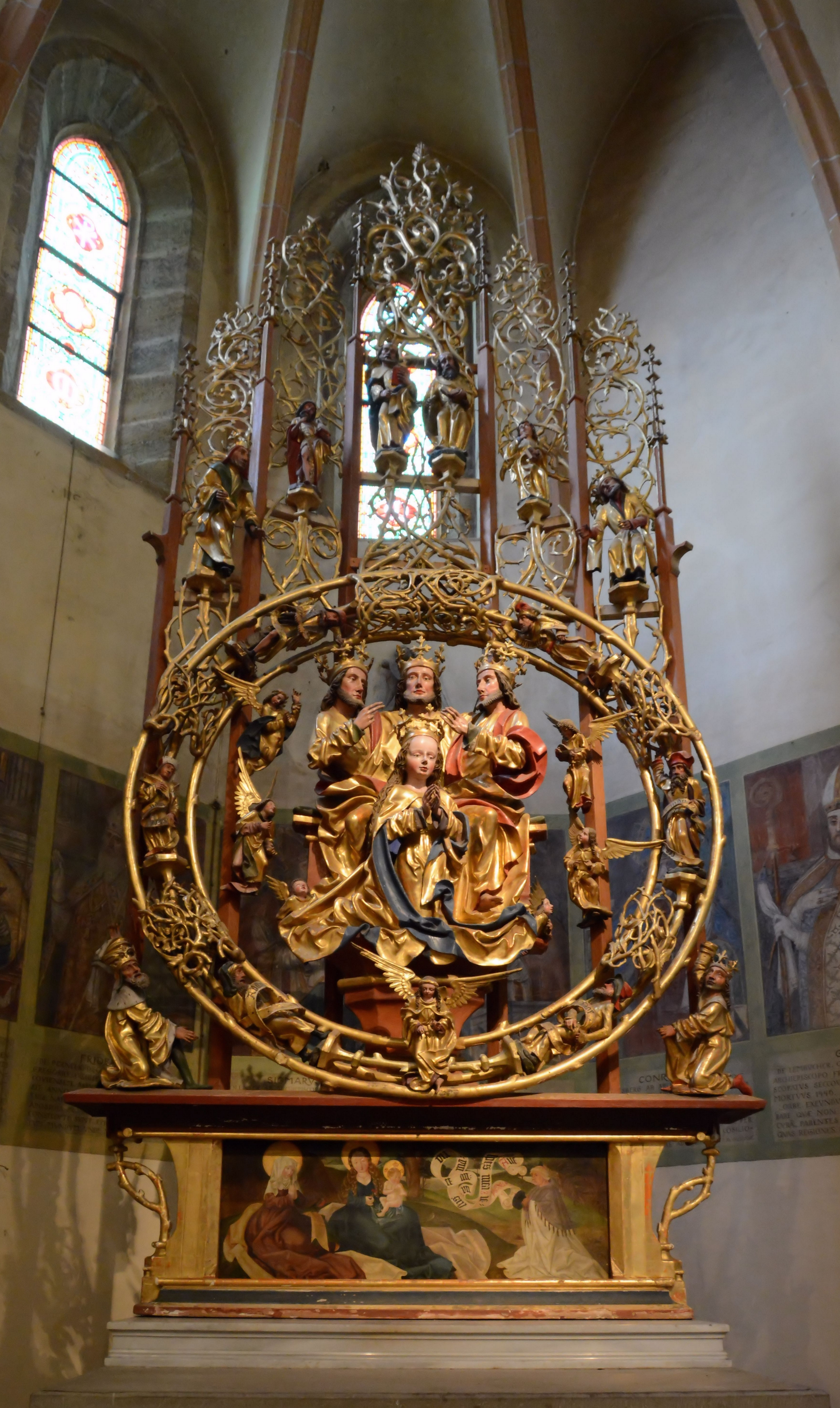
Bischofskapelle, Mariä-Krönungsaltar (1489 geweiht)

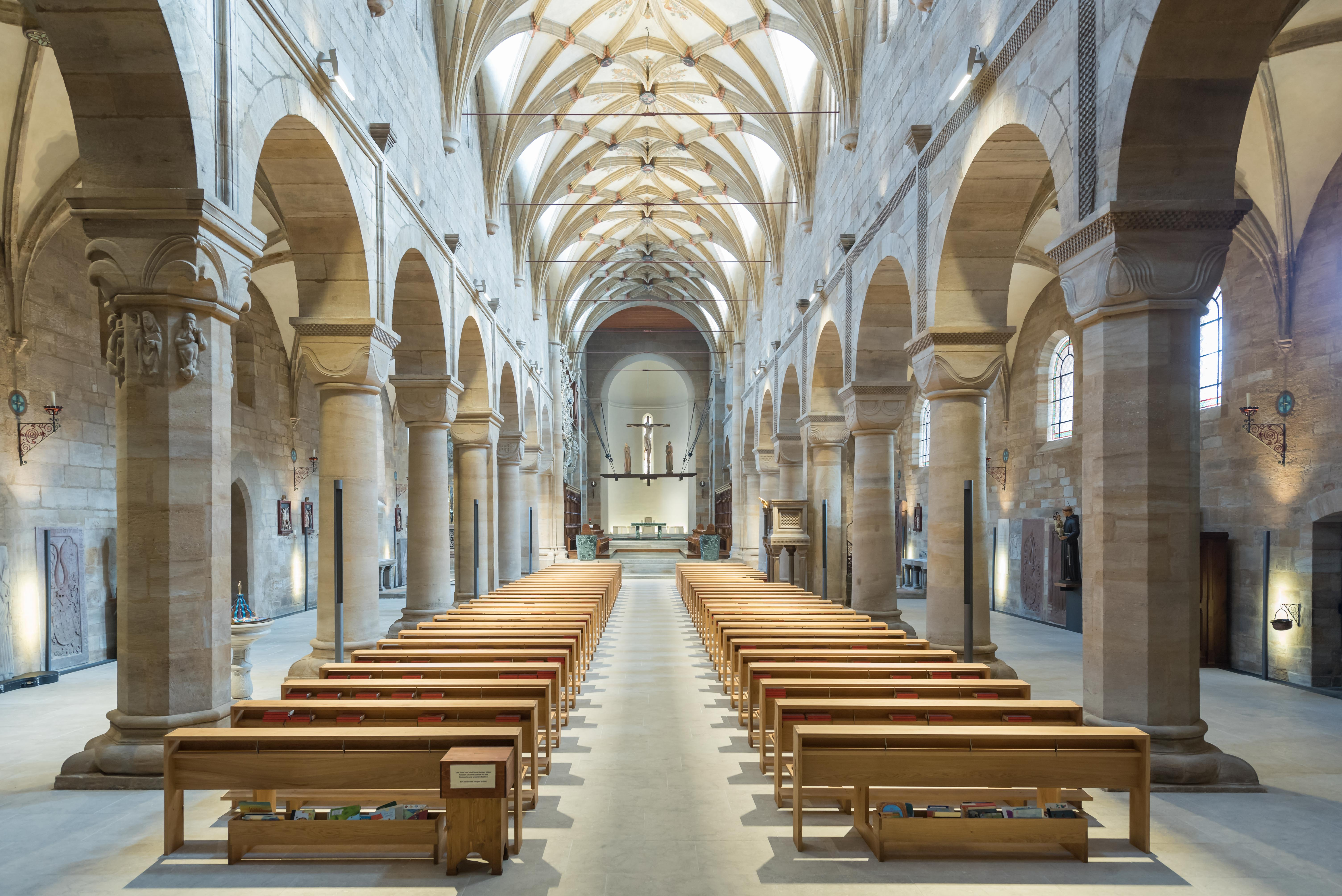
Basilika Seckau Mariä Himmelfahrt – Innenansicht nach der Renovierung 2017.

Der Bau der Stiftkirche dauerte von 1143 bis 1164, dem Weihejahr. Der erste Propst der Abtei, Wernher von Galler, begann unter dem Einfluss des Erzbischofs Konrads I. von Salzburg mit der Errichtung der dreischiffigen Basilika, die heute mit einer einfachen Doppelturmfassade im Stil der Neuromanik versehen ist.
Zwischen 1671 und 1677 kam es zur teilweisen barocken Umgestaltung der im romanischen Stil erbauten Kirche. Sie wurde vom Baumeister Peter Franz Carlone geleitet. 1886 wurde die Basilika nach den Plänen des Benediktiner-Paters Pirmin Campani und unter Leitung des Wiener Dombaumeisters Freiherr Friedrich von Schmidt durch einen Anbau verlängert.
Die Kirche besitzt eine romanische Kreuzigungsgruppe aus dem 12. Jahrhundert, die sich ursprünglich auf dem steinernen Lettner der Kirche befand. Im Südturm ist eine Kapelle eingerichtet. In den zwei vorderen Jochen des linken Seitenschiffes wurde zwischen 1587 und 1611/12 von oberitalienischen Meistern ein Habsburger Mausoleum erbaut. Die Gedenkstätte gilt als ein künstlerisches frühbarockes Hauptwerk des Grazer Hofes.
Von der Basilika zweigen mehrere angebaute Kapellen ab: An der Nordseite die Engelkapelle, die Gnadenkapelle und die Bischofskapelle, an der Südseite die Chorkapelle. Die Engelkapelle enthält einen Zyklus in Fresko-Technik, die „Seckauer Apokalypse“. Von 1952 bis 1960 vom Künstler Herbert Boeckl geschaffen, zählt die Szene aus der Offenbarung des Johannes zu den bedeutendsten Werken sakraler Kunst in Österreich nach 1945. Eine Besonderheit in der Bischofskapelle ist der gotische Mariä-Krönungsaltar, der einst inmitten der Kirche auf dem Hochchor, dem Gebetsort der Chorherren, stand und 1950 in der Bischofskapelle aufgestellt wurde. Er zeigt eine Darstellung der Dreieinigkeit als Körper mit zwei Armen und zwei Beinen, auf dem drei Köpfe thronen.
1930 wurde der ehemaligen Kathedrale nach der Basilika von Mariazell (1907), der Herz-Jesu-Basilika in Hall in Tirol (1914) und der Basilika Maria Rotunda in Wien (1927) als vierte Kirche in Österreich der Titel einer päpstlichen Basilika minor verliehen.
2017 wurde im Hinblick auf das Diözesanjubiläum die letzte umfassende Innenrenovierung im Gesamtvolumen von 2,3 Millionen Euro abgeschlossen. Besonderes Augenmerk galt der Sicherung und Reinigung des romanischen Baustils, der Technik, den neuen Kirchenbänken sowie der Neuverlegung des Kirchenbodens. Am 1. Adventsonntag 2017 eröffnete Diözesanbischof Wilhelm Krautwaschl das 800-Jahr-Jubiläum der Diözese Graz-Seckau mit der Segnung der Basilika.

## Ehemaliger Karner

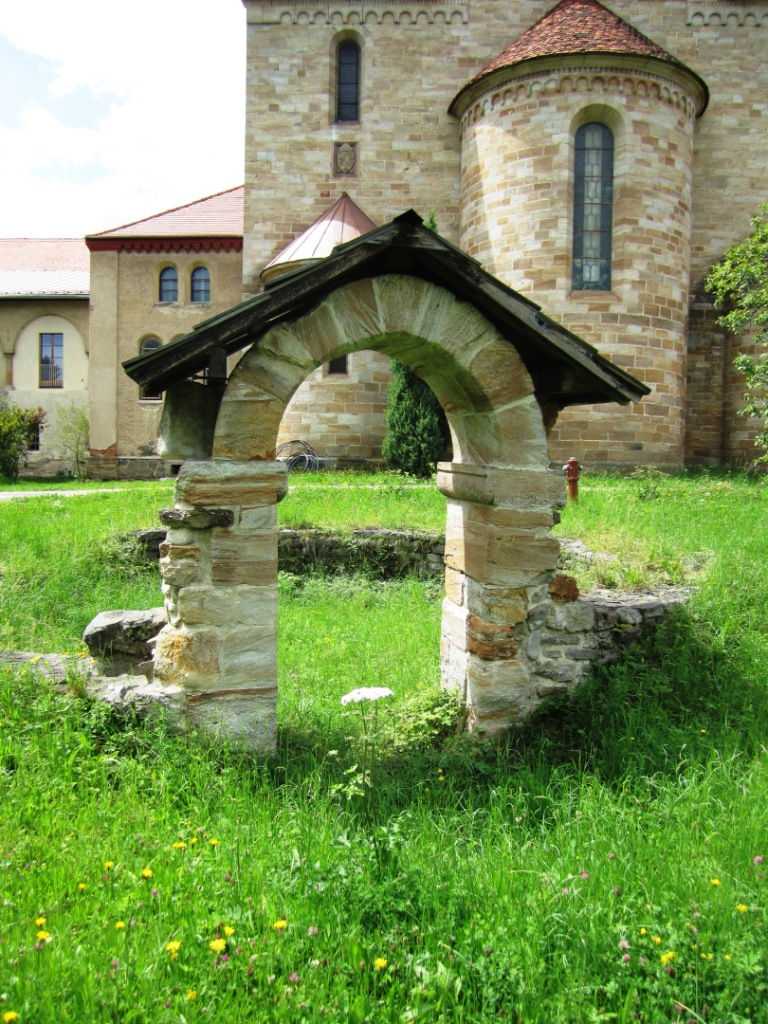
Ehemaliger Karner

Der ehemalige Karner der Abtei befindet sich östlich der Basilika im Stiftsgarten. Vom spätromanischen Rundbau sind in der Gegenwart nur noch wenige Mauerreste erhalten: Teile der Grundmauern und der Apsisbogen. Das Beinhaus war ursprünglich die Magdalenenkapelle und ist, wie die Gesamtanlage der Abtei, denkmalgeschützt.

## Äbte und Prior-Administratoren
| Name               | Amtszeit        | Zusatz |
| ------------------ | --------------- | --- |
| Ildefons Schober   | 1887–1908       | 1896–1902 Generalsuperior der Kongregation von St. Ottilien, 1908–1917 Erzabt von Beuron                                        |
| Laurentius Zeller  | 1908–1922, 1925 | 1925 Abt von St. Matthias in Trier, später Erzabt der brasilianischen Kongregation und 1939 Titularbischof in Brasilien, † 1945 |
| Suitbert Birkle    | 1925–1926       | |
| Benedikt Reetz     | 1926–1957       | 1957 Erzabt von Beuron, 1960 Abtpräses der Beuroner Kongregation, 1962–1964 Teilnehmer am II. Vaticanum                         |
| Placidus Wolf      | 1957–1983       | |
| Athanasius Recheis | 1984–1997       | Bruder der österreichischen Kinder- und Jugendbuchautorin Käthe Recheis                                                         |
| Severin Schneider  | 1997–2000       | (1931–2018), Prior-Administrator, 1951 Profess, 1956 Priesterweihe, 2001–2006 Cellerar                                          |
| Johannes Gartner   | 2000–2010       | (1940–2020), 1985 Profess, 1967 Priesterweihe                                                                                   |
| Johannes Fragner   | 2010–2020       | (* 1963), Prior-Administrator 2010–2020                                                                                         |
| Johannes Fragner   | 2020–           | Abt seit 10. März 2020; Abtsbenediktion am 11. Juli 2020                                                                        |

## Bekannte Seckauer Mönche
| Name                                 | Lebensdaten | Funktion                                           |
| ------------------------------------ | ----------- | -------------------------------------------------- |
| Joseph Gredt                         | 1863–1940   | Philosoph, Universitätsprofessor                   |
| Philipp zu Hohenlohe-Schillingsfürst | 1864–1942   | Kirchenrechtler, Universitätsprofessor             |
| Laurentius Hora                      | 1900–1977   | Jugendseelsorger, Gymnasialprofessor, Organist     |
| Benno Roth                           | 1903–1983   | Kirchenhistoriker                                  |
| Virgil Redlich                       | 1890–1970   | Philosoph, Exerzitienleiter, Universitätsprofessor |
| Coelestin Vivell                     | 1846–1923   | Choralforscher                                     |
| Bernward Schmid                      | 1920–2010   | Kunstschmied                                       |

## Die 10-Euro-Silbermünze „Benediktinerabtei Seckau“
Am 8. Oktober 2008 erschien die letzte von insgesamt sechs 10-Euro-Silbermünzen aus der im April 2006 begonnenen Serie Stifte und Klöster in Österreich der Münze Österreich, die 10-Euro-Münze „Benediktinerabtei Seckau“. Auf der Vorderseite der Münze ist eine Luftaufnahme der Abtei zu sehen. Im Zentrum des Münzbildes befindet sich die romanische Basilika mit den neuromanischen Türmen. Links vom Hauptschiff ist der Renaissance-Kreuzgang zu erkennen. Die hintere Münzseite zeigt die Innenansicht der Basilika mit der Kreuzigungsgruppe.
Die Münze hat einen Durchmesser von 3,2 Zentimetern, ist aus 16 Gramm Silber und in der Umlaufqualität zum Nennwert sowie für Sammler in den besonderen Prägequalitäten handgehoben und polierte Platte erhältlich. Als gesetzliches Zahlungsmittel kann man mit ihr in Österreich bezahlen.
Die anderen fünf zur Serie Stifte und Klöster in Österreich gehörigen 10-Euro-Silbermünzen zeigen die Benediktinerinnenabtei Nonnberg in Salzburg, die niederösterreichischen Stifte Göttweig, Melk und Klosterneuburg sowie aus Kärnten Stift St. Paul im Lavanttal.